# Santa Bárbara (Antioquia)
Santa Bárbara est une municipalité située dans le département d'Antioquia, en Colombie.